# Ourika (série télévisée)
Pour les articles homonymes, voir Ourika.
 (avril 2024).
Si vous disposez d'ouvrages ou d'articles de référence ou si vous connaissez des sites web de qualité traitant du thème abordé ici, merci de compléter l'article en donnant les références utiles à sa vérifiabilité et en les liant à la section « Notes et références ».
 (juin 2024).
- Si vous ne connaissez pas le sujet, laissez ce bandeau (vous pouvez alors contacter les auteurs).
- Si vous supprimez le contenu mis en cause (vous pouvez préalablement contacter les auteurs),

argumentez précisément cette suppression dans la page de discussion
(un manque de référence n'est pas un argument ; une recherche réelle de référence doit avoir été effectuée, être formellement documentée).
Ourika est une série télévisée dramatique française en sept épisodes d'environ 51 min créée par Clément Godart, Élie Yaffa et Clément Gournay, réalisée par Marcela Said et Julien Despaux, et mise en ligne le 28 mars 2024 sur Amazon Prime Video.

## Synopsis
En 2005, dans une banlieue française, une affaire de drogue brise le réseau d'une famille de trafiquants de drogue. Driss, un brillant étudiant, est contraint de reprendre l'entreprise familiale et s'engage dans une spirale descendante. Face à lui se trouve William, un jeune policier ambitieux et idéaliste qui fait tout ce qui est en son pouvoir pour l'arrêter. Leur lutte acharnée les mène des banlieues jusqu'à la vallée de l'Ourika, au Maroc.

## Distribution

### Acteurs principaux
- Adam Bessa : Driss Jebli
- Noham Edje : William
- Salim Kechiouche : Moussa Jebli
- Booba : Métis
- Sawsan Abes : Inès

### Acteurs récurrents
- Booba : Metis

### Invités
- Laurent Maurel : Alain

## Fiche technique
Sauf indication contraire, les informations mentionnées dans cette section peuvent être confirmées par les bases de données cinématographiques IMDb et Allociné,  présentes dans la section « Liens externes ».
- Titre français : Ourika
- Titre anglais : The Source
- Création : Clément Godart, Booba, Vincent L'Anthoën, Clément Gournay, d'après une idée originale de Clément Godart et Booba.
- Scénario : Clément Godart, Booba, Marine Francou, Clément Gournay (épisodes 1, 4), Vincent L’Anthoën (épisodes 1, 6), Sabine Dabadie (épisodes 1, 3, 4, 7), Mehdi Fikri (épisodes 2, 5), Sylvie Chanteux (épisodes 5, 7), Yael Langmann (participation épisode 1)
- Réalisation : Marcela Said (épisodes 1 à 3), Julien Despaux (épisodes 4 à 7)
- Musique : Clément « Animalsons » Dumoulin
- Producteurs : Fabrice Gianfermi, Anne Cibron, Clément Godart, Jonathan Blumental, Philippe Rousselet, Élie Yaffa (Booba)
- Sociétés de production : Prelude productions, 7Scope

## Production

### Inspiration
La série Ourika est inspirée de l'histoire de François Thierry ancien patron de l'Office central pour la répression du trafic illicite des stupéfiants (OCRTIS).